# الاستفتاء الدستوري التونسي 2022
الاستفتاء الدستوري التونسي 2022 وهو استفتاء عام أجري في تونس يوم 25 يوليو 2022 بتنظيم الهيئة العليا المستقلة للانتخابات للسماح للتونسيين باتخاذ قرار بشأن دستور جديد للجمهورية التونسية. اقترح الاستفتاء دستورا يوسع الصلاحيات الممنوحة لرئيس الجمهورية وجعل تونس ذات نظام رئاسي بدلاً من نظام شبه رئاسي.
يحظى المشروع بدعم رئيس الجمهورية التونسية قيس سعيد، كما يتم تنظيم الاستفتاء بعد عام واحد من بداية الأزمة السياسية التي بدأت يوم 25 يوليو 2021 التي أدت لإقالة حكومة هشام المشيشي وتجميد نشاط مجلس نواب الشعب الذي تم حله يوم 30 مارس 2022 استنادا للفصل 72 من الدستور. سبق الاقتراع استشارة إلكترونية تتعلق بشكل خاص بطبيعة النظام السياسي وطريقة التصويت في الانتخابات التشريعية القادمة.
تم الإعلان عن النتائج في مساء يوم 26 يوليو 2022، كان عدد الناخبين الإجمالي 2,830,094 صوت، حيث حصل الناخبون الموافقون على الأغلبية الساحقة بعدد قدره 2,607,884 بنسبة 94,60% بينما قدر عدد الناخبين الرافضين 148,723 بنسبة ضئيلة جدا قدرت بـ5،40% وبذلك تمت الموافقة على مشروع الدستور الجديد.

## خلفية

### صياغة دستور 2014

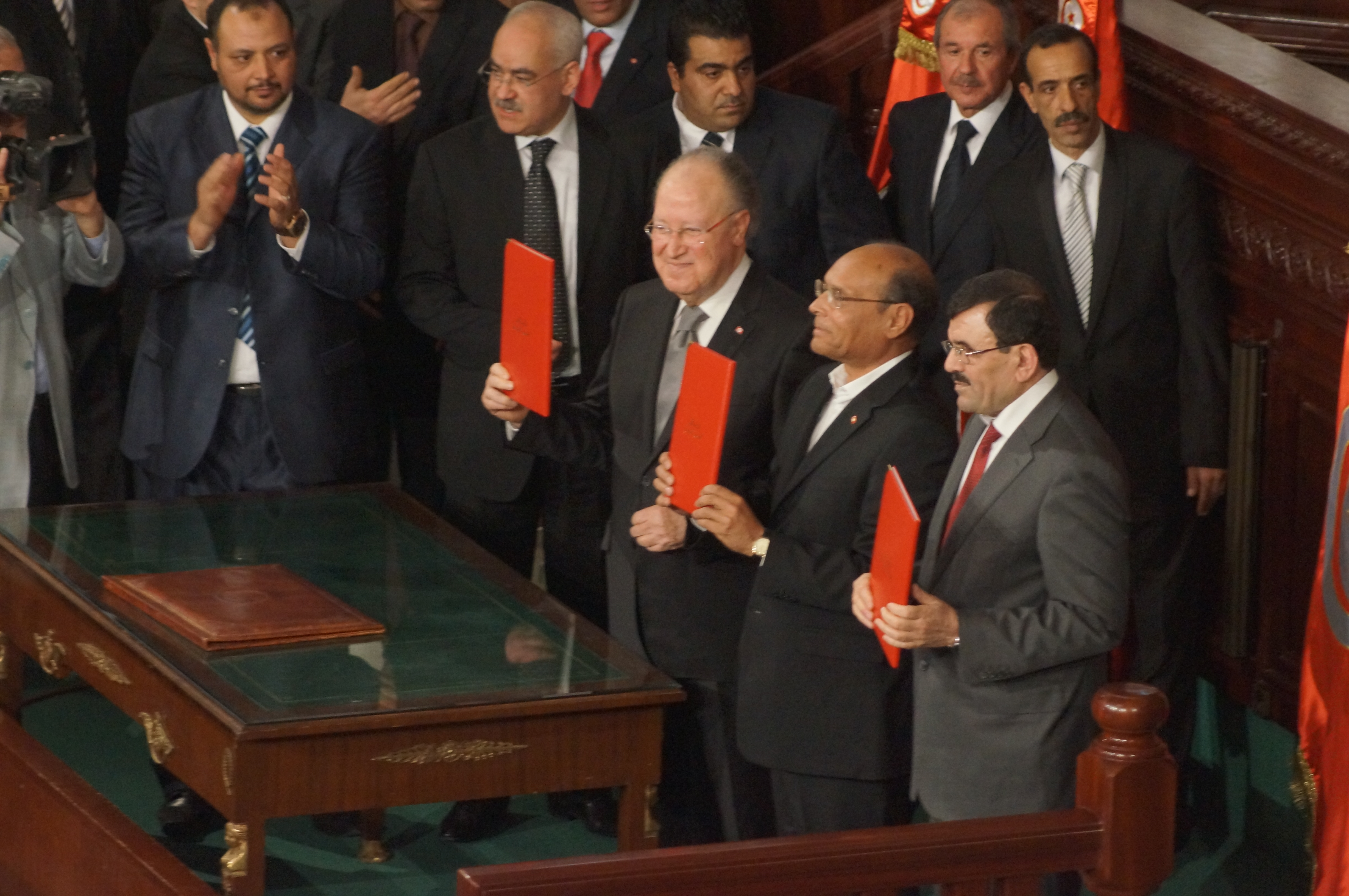
الرؤساء الثلاثة في حفل التوقيع على دستور 2014: علي العريض (يمين، رئيس الحكومة)، المنصف المرزوقي (وسط، رئيس الجمهورية)، مصطفى بن جعفر (يسار، رئيس المجلس).

اعتمد المجلس الوطني التأسيسي دستورًا جديدًا في غضون عام واحد من انتخابها. تم نشر مسودة أولية في أوائل عام 2013. ومع ذلك، لم تتم مناقشة مواد الدستور إلا واحدة تلو الأخرى في جلسة عامة في ديسمبر 2013 ويناير 2014، في سياق مناقشات ساخنة أدت إلى تأخير فحصها. اعتمد النص النهائي في 26 يناير 2014 من قبل المجلس الوطني التأسيسي بأغلبية 200 صوتًا مؤيدا مقابل اثني عشر رافضا وامتناع أربعة عن التصويت. وفي اليوم التالي وقع على النص رئيس الجمهورية المنصف المرزوقي ورئيس المجلس التأسيسي مصطفى بن جعفر ورئيس الحكومة علي العريض خلال حفل أقيم في مقر المجلس. جاء هذا الدستور نتيجة تسوية بين حركة النهضة (على رأس الحكومة) وقوى المعارضة.
خوفًا من الانقلاب العسكري في مصر الذي أدى إلى الإطاحة بالرئيس محمد مرسي المُنتمي لجماعة الإخوان المسلمين، وتحت ضغط من الرابطة التونسية للدفاع عن حقوق الإنسان ونقابة المحامين والنقابات العمالية، توافق حركة النهضة على الدخول في حوار حقيقي مع قوى المعارضة من نهاية سبتمبر 2013. نتيجة التسوية بين أولئك الذين يريدون نظامًا برلمانيًا كلاسيكيًا وأولئك الذين يريدون نظام شبه رئاسي أكثر ملاءمة لرئيس الدولة، يتم تقاسم السلطة التنفيذية بين رئيس الجمهورية ورئيس الحكومة. يمنح الدستور اعترافًا محدودًا بالإسلام. علاوة على ذلك، ولأول مرة في التاريخ القانوني للعالم العربي، أصبح هدف المساواة بين الجنسين في المجالس المنتخبة مكرسًا في القانون الأساسي للبلد.

### أزمة 25 يوليو 2021
أسفرت الانتخابات التشريعية التونسية في أكتوبر 2019 عن انقسام كبير في مجلس نواب الشعب، حيث حصل حزب حركة النهضة على 52 مقعدًا فقط، أي أقل من نصف المقاعد الـ 109 المطلوبة للأغلبية التشريعية. في فبراير 2020، تم تشكيل ائتلاف من خمسة أحزاب وعدة مستقلين برئاسة إلياس الفخفاخ رئيس الوزراء. ومع ذلك، انهار التحالف بعد بضعة أشهر في يوليو، عندما انسحبت حركة النهضة بعد صراع مع الفخفاخ. بعد ذلك تم تشكيل حكومة جديدة من التكنوقراط في الغالب برئاسة هشام المشيشي.

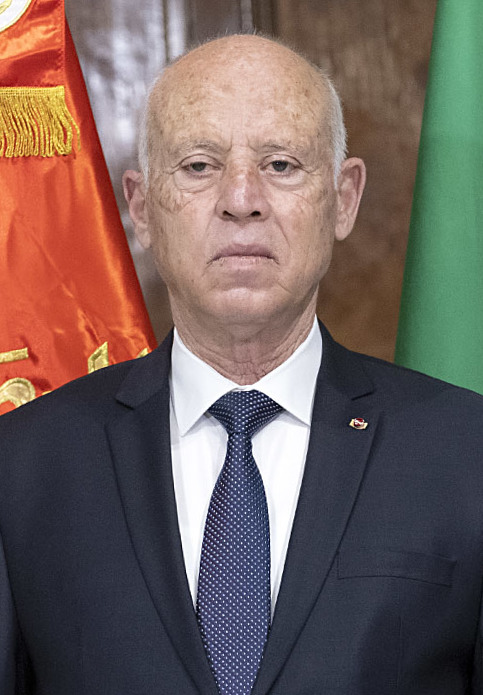
قيس سعيد في 2021.

في 25 يوليو 2021 يوم ذكرى إعلان الجمهورية، بعد شهور من التجاذبات بين رئيس الجمهورية قيس سعيد وأعضاء مجلس نواب الشعب، طالب آلاف المتظاهرين بحل مجلس نواب الشعب وتغيير النظام. تأتي هذه التجمعات مع تفاقم الأزمة الصحية المرتبطة بجائحة فيروس كورونا في تونس. في نفس المساء، واستناداً إلى الفصل 80 من الدستور، يقيل قيس سعيد حكومة هشام المشيشي بأمر فوري، ولا سيما هشام المشيشي من مهامه كرئيس للحكومة ووزير الداخلية بالنيابة، تجميد نشاط مجلس نواب الشعب ورفع الحصانة عن أعضائه وتشكيل حكومة جديدة تكون مسؤولة أمامه. نددت حركة النهضة على الفور بالانقلاب حسب تعبيرها. في 22 سبتمبر 2021، صادق رئيس الجمهورية على مرسوم على تمديد القرارات وكذلك حل الهيئة الوقتية لمراقبة دستورية مشاريع القوانين، وقرر تعليق الرواتب والمزايا الممنوحة لرئيس مجلس نواب الشعب وأعضائه، ومنح نفسه الحق في الحكم بمرسوم، واستعادة السلطة التشريعية بحكم الأمر الواقع. وينتقد قراره معظم الأحزاب الممثلة في البرلمان.
في 29 سبتمبر 2021، أصدر الرئيس تعليماته لنجلاء بودن بتشكيل حكومة جديدة، مما جعلها أول امرأة تتولى منصب رئاسة الحكومة في تونس كما في الوطن العربي. في الفترة من 15 يناير إلى 20 مارس 2022، أجريت استشارة إلكترونية حول الإصلاحات التي سيتم اقتراحها تحسبا للاستفتاء. خلال الاقتراع الذي كان موضوع إقبال منخفض للغاية، سادت خيارات الانتقال إلى النظام الرئاسي والاقتراع بالأغلبية غير الرسمية للانتخابات التشريعية. في 30 مارس 2022، اجتمع 120 نائبًا برئاسة النائب الثاني لرئيس مجلس نواب الشعب طارق فتيتي في جلسة افتراضية للتصويت على إنهاء الإجراءات الاستثنائية المعمول بها منذ 25 يوليو 2021. وفي اليوم نفسه، حل قيس سعيد مجلس النواب نهائيا، وهو ما يمنعه الدستور مع ذلك خلال الفترة التي تطبق فيها حالة الاستثناء، ويهدد النواب بالإجراءات القانونية. في 22 أبريل 2022، صدر مرسوم بقانون يتعلق بالهيئة العليا المستقلة للانتخابات. يصبح تعيين الأعضاء السبعة في مجلس السلطة من اختصاص رئيس الجمهورية بناءً على اقتراح الهيئات المختلفة، كما يتم تعيين رئيس الهيئة والناطق الرسمي باسمها. كما أدخل المرسوم تغييرات على مكافآت أعضاء مجلس الإدارة والهيئة العامة للهيئة. وانتقد الرئيس السابق للهيئة نبيل بفون هذا التعديل الذي يعتبره مخالفًا للمعايير الدولية لأنه يقوض استقلالية الهيئة بما في ذلك المجلس.
في 1 يونيو 2022، تم التوقيع على مرسوم بقانون بتعديل القانون الأساسي المتعلق بالانتخابات والاستفتاءات. تصبح الهيئة العليا المستقلة للانتخابات مسؤولة عن الاحتفاظ بسجل ناخبين دقيق وشفاف وكامل وحديث ويمكن للناخبين التشاور معه لطلب تحديث تسجيلهم. بالإضافة إلى ذلك، يجب على الهيئة العليا المستقلة للانتخابات المضي قدمًا في التسجيل التلقائي لجميع الناخبين غير المسجلين من خلال توزيعهم على مراكز الاقتراع الأقرب إلى مكان إقامتهم. كما يجب أن تنشر قائمة بالمشاركين في حملة الاستفتاء بعد تقديم البيانات التي تستطيع الهيئة العليا المستقلة للانتخابات رفضها بقرار مسبب. وتحدد موعد الاستفتاء على الدستور يوم 25 يوليو 2022 رغم انتقادات المعارضة.

## المحتوى

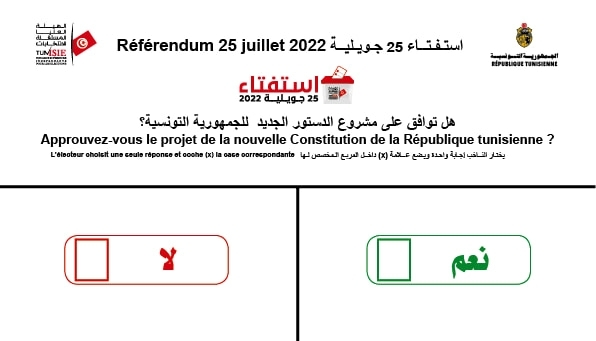
نموذج رقمي لورقة التصويت.

في مطلع يونيو 2022، أشار الفقيه الصادق بلعيد رئيس اللجنة الاستشارية لصياغة الدستور الجديد، إلى أنه سيقدم المسودة الأولية في 15 يونيو إلى رئيس الجمهورية، وأنها لا تحتوي على أي إشارة إلى دين الإسلام. على عكس دستور 1959 ودستور 2014. إلا أن هذا الدستور غامض بشأن ما إذا كان يتعامل مع البلد أو الدولة. ينص النص، الذي كشف النقاب عنه في 30 يونيو، على نظام رئاسي وبرلمان من مجلسين. تُعطى مشاريع القوانين التي يقدمها الرئيس الأولوية للنظر فيها. يتم تعيين رئيس الحكومة دون الحاجة إلى تصويت على الثقة من البرلمان. من أجل اعتماد اقتراح بتوجيه اللوم، يجب التصويت عليه بأغلبية ثلثي أعضاء مجلسي البرلمان معًا. لم يعد بإمكان أصحاب الجنسية المتعددة الترشح لمنصب رئاسة الحكومة. كما أن رئيس المحكمة الدستورية هو المسؤول عن الرئاسة المؤقتة. يمكن إقصاء النواب ولا يجوز للنائب تقديم مشروع قانون إذا كان من أكلة الميزانية. كما يعين رئيس الجمهورية أعضاء المحكمة الدستورية وتوصف تونس بأنها عضو في «الأمة الإسلامية» و «الدولة وحدها يجب أن تعمل من أجل تحقيق مقاصد الإسلام».
في 3 يوليو 2022، أعلن الصادق بلعيد أن النص المطروح على الاستفتاء لم يكن هو النص الذي تم إعداده وتقديمه من قبل المفوضية، مضيفًا أنه يحتوي على «مخاطر وأوجه قصور كبيرة». يمكن تعديل الدستور بمبادرة من الرئيس أو من ثلث النواب. سيظل مرسوم سبتمبر 2021 ساري المفعول حتى انتخاب برلمان جديد.
تم حل المجلس الأعلى للقضاء واستبداله بثلاثة مجالس لكل من الأوامر القضائية الثلاثة. وفي موضوع المادة 5 المعدلة مقارنة بمسودتها الأولية، يستنكر بلعيد خطر «إعادة بناء سلطة المتدينين» و «العودة إلى العصور المظلمة للحضارة الإسلامية». اعترف رئيس الجمهورية في 8 يوليو 2022 بحدوث أخطاء وأعلن أنه سيجري تصحيحات وتوضيحات لمسودة الدستور التي تنشر في نفس المساء في الرائد الرسمي للجمهورية التونسية. ومن بين التغييرات التي تم إجراؤها، أضيفت عبارة «في إطار نظام ديمقراطي» إلى المادة 5 من أجل التخفيف من «مبادئ الإسلام»، وكذلك الإشارة إلى «الأخلاق الحميدة» للحد من الحريات التي تم سحبها.

## الحملة

### الإجراءات

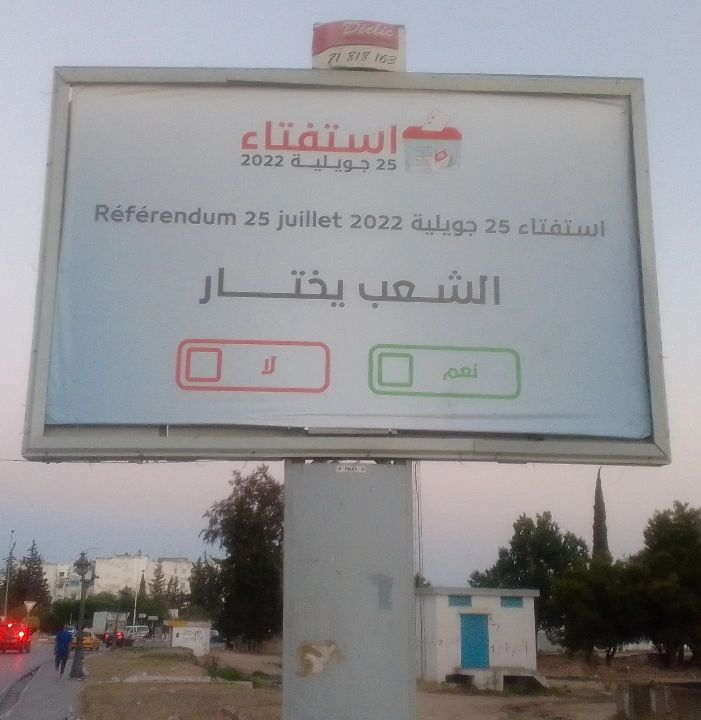
لوحة إعلانية لحملة الاستفتاء.

تعلن الهيئة العليا المستقلة للانتخابات الهيئة المسؤولة عن تنظيم الاستفتاء، أن حملة الاستفتاء ستجرى في الفترة من 3 يوليو حتى 23 يوليو 2022. وسيتم إعلان النتائج الأولية من 26 إلى 28 يوليو والنتائج النهائية سيتم الإعلان عنها في 28 أغسطس 2022 بعد النظر في جميع الطعون.
في 29 يونيو 2022، تشرت الهيئة العليا المستقلة للانتخابات قائمة المشاركين الذين سيتم اعتمادهم لحملة الاستفتاء. تتكون هذه القائمة من 161 مشاركًا من 26 منظمة بما في ذلك الاتحاد العام التونسي للشغل وائتلاف الصمود، و24 حزبا وائتلافا بما في ذلك آفاق تونس، حركة الشعب، تونس إلى الأمام، الاتحاد الشعبي الجمهوري و111 فردا. تم نشر القائمة النهائية التي تحتوي على موقف كل حزب في 6 يوليو 2022 وتضم 148 مشاركًا، بعضهم لم يقدم تعليمات تصويت واضحة مثل الاتحاد العام التونسي للشغل وآخرون، بما في ذلك حزب الراية الوطنية بعد انسحابهم من الحملة الانتخابية.
بعد نشر المرسوم الصادر في 8 يوليو 2022 حول تصحيح الأخطاء في مسودة الدستور الجديد، منحت الهيئة العليا المستقلة للانتخابات، حتى 12 يوليو 2022 إمكانية للمشاركين في حملة الاستفتاء لتغيير موقفهم من التصويت.

### الاتهامات

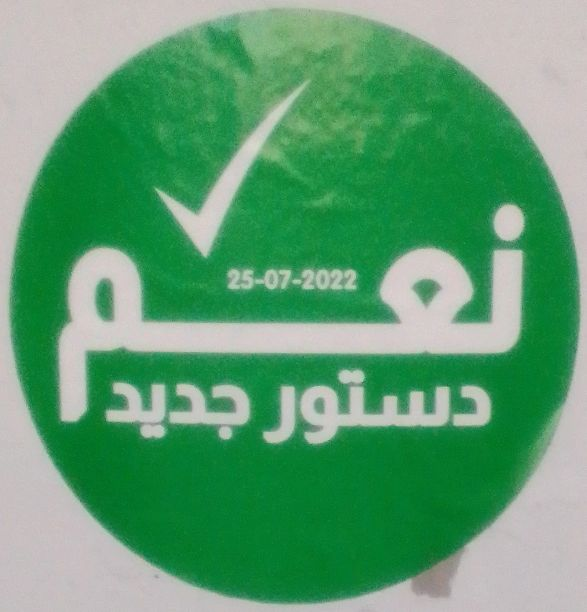
ملصق حملة "نعم"، لاقت رواجا في كامل البلاد قبل أسابيع من يوم الاستفتاء.

في 5 يوليو 2022، نشر رئيس الجمهورية قيس سعيد رسالة دعا فيها إلى الموافقة على مسودة الدستور. وتنص المادة 116 التي أضيفت إلى قانون الانتخابات بالمرسوم بقانون الصادر في 1 يونيو 2022 على أنه «للمشاركة في حملة الاستفتاء، يجب تقديم إعلان بهذا الشأن إلى الهيئة» التي تحدد قائمة المشاركين. ومع ذلك، فإن هذه القائمة المنشورة في 28 يونيو 2022 لا تتضمن اسم رئيس الجمهورية الذي لا ينبغي بالتالي أن يكون قادرًا على المطالبة بالمشاركة في حملة الاستفتاء.
بعد ظهور ملصقات انتخابية لحملة «نعم» التي تتضمن أيضا العلم التونسي، تذكر الهيئة العليا المستقلة للانتخابات في 12 يوليو 2022 بمنع هذه الممارسة وفقا للفصل 61 من قانون الانتخابات، فضلا عن حظر استخدام الأموال العامة. والموارد خلال حملة الاستفتاء، لضمان فرض غرامات على المخالفين. ورغم تحذير الهيئة، شوهدت بعض اللوحات الإعلانية التي تحمل العلم التونسي خلال الفترة المتبقية من الحملة.
في يوم الاقتراع، أدلى رئيس الجمهورية قيس سعيد بتصريح أعيد بثه على التلفزيون الوطني يشرح فيه بعض نقاط مشروع الدستور المطروح على الاستفتاء، وبذلك كسر بروتوكول الصمت الانتخابي. الجمعية التونسية للنزاهة وديمقراطية الانتخابات تستنكر هذا الانتهاك، فيما توجه الهيئة العليا المستقلة للاتصال السمعي البصري تحذيرا لمؤسسة التلفزة التونسية التي أذاعت هذا البيان، تلاها خطابات من الشخصيات الداعمة لرئيس الدولة. وتقول الهيئة إنها ستحقق في هذه التصريحات وستطبق القانون على كل من يخالف الصمت الانتخابي. بعد إعلان النتائج الأولية، أكدت الهيئة أن تصريح رئيس الجمهورية يمثل انتهاكًا انتخابيًا، لكنها تستبعد إمكانية تأثيره على نتائج الانتخابات نظرًا لتباين نتائج الاستفتاء.

## ردود الفعل

### الداعمون
قبل نشر مشروع الدستور، تزعم حركة الشعب دعوة التونسيين للمشاركة في الاستفتاء، دون اتخاذ موقف قبل نشر نسخته النهائية. بعد نشره، قررت الحركة الدعوة إلى تصويت جماعي للدستور الجديد. دعا أحزاب التحالف من أجل تونس، حزب الخضر للتقدم، تونس إلى الأمام، التيار الشعبي وحركة الشباب الوطني التونسي للتصويت على مسودة الدستور. كما طالب اتحاد العمال التونسيين بالتصويت بـ «نعم» في الاستفتاء.

### المحايدون
دعا الاتحاد العام التونسي للشغل إلى المشاركة في اللجنة الاستشارية لصياغة الدستور الجديد، ويقرر مقاطعة ما يسميه «الحوار الظاهر»، متهماً رئيس الجمهورية باتخاذ قرار انفرادي وعدم إجراء مشاورات مسبقة وعدم تلبية توقعات القوى الوطنية. كما أعلن الاتحاد العام التونسي للشغل إنه سيقبل بموقف الشعب إذا وافق أكثر من نصف الأصوات على الدستور. بعد نشر مشروع الدستور، يقرر ترك الحرية لقادته في المشاركة أو عدم المشاركة في حملة الاستفتاء والتصويت لصالح الاستفتاء أو ضده.

### المعارضون
قبل نشر مسودة الدستور، دعا حزب آفاق تونس للمشاركة في الاستفتاء والتصويت ضد المشروع السياسي لرئيس الجمهورية. بعد نشره، تكرر موقفه الرافض للنتيجة والعملية التي تبناها قيس سعيد بشعار «لا لمشروع قيس سعيد»، مشيرًا أحيانًا إلى تعليقات قديمة لقيس سعيد. خلال حملة الاستفتاء، كشف حزب آفاق تونس أنه مُنع من عقد اجتماع انتخابي في مدينة الرقاب إثر تهديدات جسدية، فضلا عن مظاهرة في باردو. كما يستنكر انتهاكات قانون الانتخابات عندما تظهر الملصقات واللافتات المؤيدة لحملة «نعم» المصحوبة بالعلم التونسي.
ائتلاف الصمود يدعو للتصويت ضد مشروع الدستور، من أجل «إنقاذ الجمهورية التونسية من مخاطر جسيمة». مسجلة ضمن المشاركين في الحملة، حزب الراية الوطنية يسحب مشاركته ويرفض مسودة الدستور، ويطالب بتأجيل الاستفتاء بعد التعديلات التي أدخلت على المسودة أثناء الحملة. كما أعلنت حركة أزيمون أنها ستصوت ضد المشروع. رفضت النقابة الوطنية للصحفيين التونسيين مشروع الدستور، وأعربت أنه يمثل تراجعا في حرية التعبير والصحافة، فيما تعتبر الرابطة التونسية للدفاع عن حقوق الإنسان أنه لا يتوافق مع ميثاقها وقيمها. كما رفض ناشطون من الجمعية التونسية للنساء الديمقراطيات والمنتدى التونسي للحقوق الاقتصادية والاجتماعية مسودة الدستور الجديد التي «تعرض مكانة الحقوق والحريات للخطر». هذه الجمعيات والنقابات الأربع هي من بين 42 موقعًا على التحالف المدني من أجل الحرية والكرامة والعدالة الاجتماعية والمساواة، الذي تأسس في 18 يوليو 2022 «لمحاربة الاستفتاء والدفاع عن المبادئ العالمية لحقوق الإنسان».
كما أعلنت منظمة بوصلة الغير الحكومية رفضها ومعارضتها للمشروع. يدعو الاتحاد الشعبي الجمهوري للتصويت بـ «لا» على مشروع الدستور. وعندما نُشرت التعديلات على المشروع، اتخذت الإجراءات القانونية للطعن في موعد الاستفتاء الذي لم يتغير رغم التغييرات التي أجريت خلال فترة حملة الاستفتاء.

### المقاطعون
دعت حركة النهضة إلى مقاطعة الاقتراع، وأكدت تمسكها بدستور 2014، واتهمت الاستفتاء بالرغبة في تزوير إرادة الشعب وإعطاء شرعية زائفة لحكومة استبدادية. وبعد نشر مشروع الدستور، تعرب الحركة عن رفضها وتكرر موقفها الرافض للاستفتاء الذي تعتبره دون مرجعية قانونية ودستورية. يعلن الحزب الدستوري الحر نفسه ضد إجراء الاستفتاء ويرفض الاعتراف به، كما تقدم بشكوى ضد رئيس الهيئة الاستشارية الصادق بلعيد وأمين محفوظ، اللذين اتهمهما بالاحتيال والرغبة في تغيير شكل الحكومة دون أن تكون له شرعية لذلك. كما قرر تنظيم مظاهرة أمام مقر الهيئة العليا المستقلة للانتخابات للمطالبة بوقف عملية الاستفتاء قبل التوجه إلى المحكمة.
جبهة الخلاص الوطني وهي ائتلاف مؤلف من عدة أحزاب سياسية منها حركة النهضة، حزب الأمل، ائتلاف الكرامة، حزب قلب تونس وحركة المواطنين ضد الانقلاب، وكذلك أعضاء من المجتمع المدني والتي تم إنشاؤها لمعارضة الانقلاب. كما دعا أحمد نجيب الشابي إلى مقاطعة الاستفتاء الذي وصفه بأنه «غير قانوني وغير دستوري». بعد رفض الاستفتاء حتى قبل الوصول إلى مسودة الدستور، يكرر القطب الديمقراطي الحداثي موقفه من موقفه ويدعو إلى إسقاطه.
استنكر حزب العمال مشروع قيس سعيد الذي يتهمه بالسعي لترسيخ الديكتاتورية والنظام الشمولي، واصفا مشروع الدستور بـ«التنكّر» ودعا إلى مقاطعة الاستفتاء. وتعلن حركة مشروع تونس عدم مشاركتها في الاستفتاء وتطالب بالعودة إلى حوار وطني جاد. كما يطالب حزب المسار الديمقراطي الاجتماعي، التكتل الديمقراطي من أجل العمل والحريات وحزب الوطنيين الديمقراطيين الموحد بمقاطعة الاستفتاء.

## النتائج
بحسب الأرقام الرسمية الصادرة عن الهيئة العليا المستقلة للانتخابات، تم الإعلان عن النتائج في مساء يوم 26 يوليو 2022، كان عدد الناخبين الإجمالي 2,830,094، حيث حصل الناخبون بنعم على الأغلبية الساحقة بعدد قدره 2,607,884 بنسبة 94,60% بينما قدر عدد الناخبين بلا 148,723 بنسبة ضئيلة جدا قدرت بـ5،40% وبذلك تمت الموافقة على مشروع الدستور الجديد بنسبة مشاركة بلغت 30.5%.

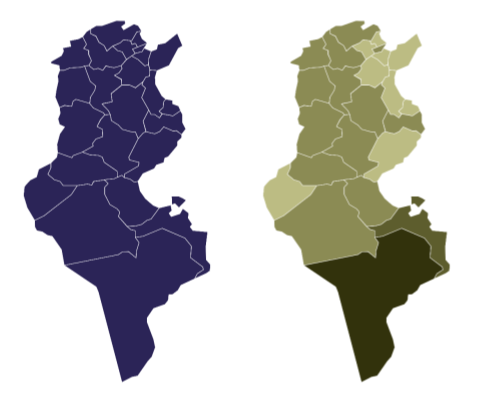
نتائج الأصوات الصحيحة (يسار) والإقبال (يمين)
لأصوات الصحيحة
90–100%
الإقبال
30–40%
20–30%
10–20%
0–10%

| نتائج الاستفتاء الدستوري التونسي لعام 2022 | نتائج الاستفتاء الدستوري التونسي لعام 2022 | نتائج الاستفتاء الدستوري التونسي لعام 2022 |
| الاختيار                                   | الأصوات                                    | النسبة المئوية                             |
| ------------------------------------------ | ------------------------------------------ | ------------------------------------------ |
| نعم                                        | 2607884                                    | 94.60%                                     |
| لا                                         | 148723                                     | 5.4%                                       |
| أصوات جائزة                                | 2756607                                    | 97.4%                                      |
| أصوات فارغة أو مُلغاة                       | 73487                                      | 2.6%                                       |
| مجموع الأصوات                              | 2830094                                    | 100.00%                                    |
| نسبة المصوتين                              | 30.5%                                      | 30.5%                                      |
| المصدر: الهيئة العليا المستقلة للانتخابات  |                                            |                                            |

| النسب المئوية لنتائج الاستفتاء الدستوري التونسي لعام 2022 | النسب المئوية لنتائج الاستفتاء الدستوري التونسي لعام 2022 | النسب المئوية لنتائج الاستفتاء الدستوري التونسي لعام 2022 | النسب المئوية لنتائج الاستفتاء الدستوري التونسي لعام 2022 | النسب المئوية لنتائج الاستفتاء الدستوري التونسي لعام 2022 |
| --------------------------------------------------------- | --------------------------------------------------------- | --------------------------------------------------------- | --------------------------------------------------------- | --------------------------------------------------------- |
|                                                           |                                                           |                                                           |                                                           |                                                           |
| نعم                                                       | نعم                                                       |                                                           | 94.30%                                                    | 94.30%                                                    |
| لا                                                        | لا                                                        |                                                           | 5.40%                                                     | 5.40%                                                     |

| النسب المئوية للمشاركة في الاستفتاء الدستوري التونسي لعام 2022 | النسب المئوية للمشاركة في الاستفتاء الدستوري التونسي لعام 2022 | النسب المئوية للمشاركة في الاستفتاء الدستوري التونسي لعام 2022 | النسب المئوية للمشاركة في الاستفتاء الدستوري التونسي لعام 2022 | النسب المئوية للمشاركة في الاستفتاء الدستوري التونسي لعام 2022 |
| -------------------------------------------------------------- | -------------------------------------------------------------- | -------------------------------------------------------------- | -------------------------------------------------------------- | -------------------------------------------------------------- |
|                                                                |                                                                |                                                                |                                                                |                                                                |
| حضور                                                           | حضور                                                           |                                                                | 30.50%                                                         | 30.50%                                                         |
| غياب                                                           | غياب                                                           |                                                                | 69.50%                                                         | 69.50%                                                         |

## التبعات

### التبعات الداخلية
عندما أُعلن الانتصار في الاستفتاء بالأغلبية الساحقة وقبول مشروع الدستور الجديد، توجه رئيس الجمهورية قيس سعيد إلى شارع الحبيب بورقيبة حيث تقام الاحتفالات وسط الآلاف من المناصرين وأعلن أنه سيتناول بعد ذلك التغيير في قانون الانتخاب. طالبت جبهة الخلاص الوطني رئيس الجمهورية بالاستقالة معتبرة أن الاستفتاء قد فشل بسبب قلة الإقبال، كما أعلنت الجبهة أنها تستعد لتشكيل حكومة إنقاذ. أعلن التيار الديمقراطي أنه سيقاطع أيضًا الانتخابات التشريعية المقرر إجراؤها في ديسمبر 2022.
بعد إعلان فتح باب الطعون ضد نتائج الاستفتاء، أكدت كل من منظمة أنا يقظ الحقوقية وحزب آفاق تونس عزمهما إيداع طعون لدى المحكمة الادارية من أجل إلغاء نتائج الإستفتاء. بينما قال الناطق الرسمي باسم المحكمة الإدارية العليا عماد الغابري، في تصريحات صحفية يوم 29 يوليو 2022، أن المحكمة الإدارية لم تتلق إلى حدود الآن أي طعن بشأن النتائج الأولية للاستفتاء.

### مزاعم التدخل الأمريكي
صرح وزير الخارجية الأميركي أنتوني بلينكن أن تونس شهدت تآكلا للمعايير الديمقراطية على مدار العام الماضي، وإن عددا من المكاسب التي حققها الشعب التونسي منذ الثورة تم التراجع عنها. وأضاف أن بلاده تشاطر العديد من التونسيين مخاوفهم من أن عملية صياغة الدستور الجديد حدت من نطاق النقاش الحقيقي، مشددا على أن بلاده تدعم بقوة الانتقال الديمقراطي في تونس.
نتيجة لذلك، قامت وزارة الخارجية التونسية باستدعاء القائمة بالأعمال بالنيابة في سفارة الولايات المتحدة في تونس نتاشا فرانشيسكي، لإبلاغها احتجاجا رسميا على تصريحات وزير الخارجية الأميركي والسفير المعين بشأن المسار السياسي في تونس. وأضاف البيان أنه تم إبلاغ فرانشسكي باستغراب تونس الشديد من التصريحات الأميركية التي لا تعكس حقيقة الوضع في تونس وتتعارض مع مبادئ اتفاقية فيينا للعلاقات الدبلوماسية.

### المنظمات الدولية
- منظمة العفو الدولية: قالت منظمة العفو الدولية إن إقرار الدستور الجديد يمثل انتكاسة، قائلة إنه يفكك أو يهدد الضمانات المؤسسية الرئيسية لحقوق الإنسان.[108]
- لجنة البندقية: قالت اللجنة التابعة لمجلس أوروبا في تقرير لها بتاريخ 27 مايو 2022، «أنه ليس من الواقعي التخطيط لتنظيم استفتاء دستوري موثوق وشرعي في 25 يوليو 2022».[109][110] مما أثار انزعاج الرئيس التونسي قيس سعيد وهدد على إثر هذا التقرير بسحب عضوية تونس من اللجنة بالإضافة إلى دعوته مبعوثيها إلى مغادرة البلاد.[111][112]

## أنظر أيضا
- الأزمة السياسية التونسية 2021–2022
- الاستشارة الإلكترونية التونسية 2022
- الانتخابات التشريعية التونسية 2022
- دستور تونس 2022